# 川内川あらし
1. 月屋山から見た川内川あらし

川内川あらし（せんだいがわあらし）は、鹿児島県薩摩川内市の川内川河口付近で見られる現象である。

## 概要
川内川あらしは、霧を伴う強風が川内平野から川内川を伝って東シナ海に吹き出す現象で、晩秋から初春によく発生する。
月屋山（北緯31度50分48.5586秒 東経130度13分16.2582秒 / 北緯31.846821833度 東経130.221182833度）からよく見えるとされ、2018年12月の「広報さつませんだい」の表紙には川内川あらしの写真が掲載されている。

## 類似現象が見られる地域
- 愛媛県大洲市（肱川あらし）